# Matilde Serao
Matilde Serao (Patras, 7 de marzo de 1856 - Nápoles, 25 de julio de 1927) fue una novelista y periodista italiana de origen griego. Fundó y editó varios diarios en Italia, particularmente Il Mattino, y escribió varias novelas. Fue nominada para el Premio Nobel de Literatura en seis ocasiones.
Destacan especialmente las obras de su primera etapa, influenciadas por el verismo: Dal vero (1879), Il romanzo della fanciulla (1886), Storia di due anime (1904).

## Biografía
Nació en la ciudad griega de Patras, hija de un periodista italiano, Francesco Serao, y de madre griega, Paolina Borely. Su padre había emigrado a Grecia desde Nápoles por razones políticas.
Trabajó como maestra de escuela en Nápoles y luego describió esos años de penosa pobreza en el prefacio de un libro de cuentos llamado Leggende Napolitane (1881). Primero ganó renombre como resultado de la publicación de su Novelle in Il Piccolo, un periódico de Rocco de Zerbi, y más tarde por su primera novela, Fantasia (1883), que definitivamente la estableció como una escritora llena de sentimientos y sutileza analítica.
Pasó los años entre 1880 y 1886 en Roma, donde publicó sus próximos cinco volúmenes de cuentos y novelas, todos relacionados con la vida cotidiana italiana y especialmente romana. Se distingue por una gran precisión de observación y penetrante profundidad: El corazón enfermo (1881), Fior di pasión (1883), La conquista de Roma (1885), Las virtudes de checchina (1884) y Piccole anime (1883).

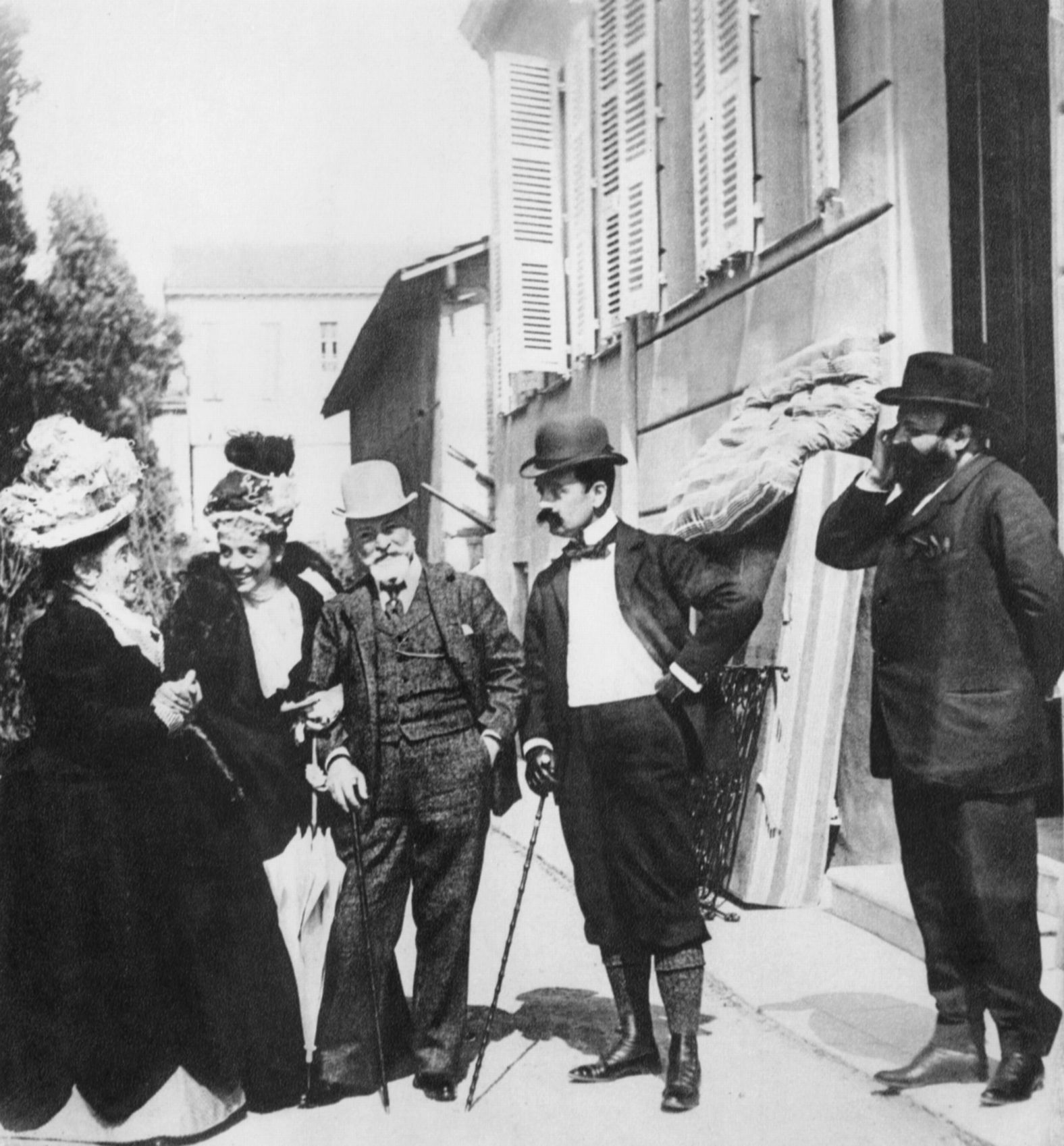
De izquierda a derecha, Matilde Serao con Eleonora Duse, Francesco Paolo y Tristan Bernard, 1897.

Con su esposo, Edoardo Scarfoglio, fundó Il Corriere di Roma, el primer intento italiano de modelar un diario al estilo de la prensa parisina. El periódico fue efímero y, después de su desaparición, Serao se estableció en Nápoles, donde editó Il Corriere di Napoli. En 1892 fue cofundadora con su esposo de Il Mattino, que se convirtió en el diario más importante y más leído del sur de Italia. Ella estableció y dirigió su propio periódico, "Il Giorno", desde 1904 hasta su muerte. 
Su intensa ocupación periodística no limitó su actividad literaria; entre 1890 y 1902 produjo Il paese di cuccagna, Il ventre di Napoli, Addio amore, All'erta sentinella, Castigo, La ballerina, Suor Giovanna della Croce y Paese di Gesù, novelas en las que el carácter del pueblo se representa con sensible poder y comprensiva amplitud de espíritu.